# De Nattergale
De Nattergale er et band/komikertrio bestående af Viggo Sommer, Uffe Rørbæk Madsen og Carsten Knudsen. Gruppen slog igennem med sangen "Uha, Da-Da" fra 1988, og i 1991 lavede de julekalenderen The Julekalender, der blev en enorm tv-succes.
Deres musikstil er som regel jazzinspireret, men indeholder elementer fra flere forskellige genrer, herunder Rock and roll, Heavy metal, Hiphop, Dansktop, Reggae og Blues rock. De Nattergale er, sammen med Ib Grønbech, Niels Hausgaard, Lars Lilholt og Allan Olsen, nogle af de få nutidige musikere der fortrinsvis synger på en jysk dialekt. Gruppen har været på pause og opløst for derefter at bliver gendannet flere gange.

## Historie

### Tidlig start
Viggo Sommer og Carsten Knudsen gik i slutningen af 1970'erne begge på Grindsted Gymnasium. De havde begge spillet i forskellige lokale danseorkestre, men de fandt sammen i forbindelse med et forsøg på at blive optaget på Vestjysk Musikkonservatorium, hvad ingen af dem dog havde succes med.
Sammen med en tredje musiker spillede de første gang sammen offentligt på en restaurant i Nuuk. Lidt senere blev de hyret til Ribe Revyen i 1981, hvor de blev interesseret i kombinationen af komik og musik. De blev hyret igen de følgende år, og i 1983 kom Uffe Rørbæk med. I begyndelsen kaldte gruppen sig Febbes Kaffeorkester, men senere samme år skiftede de navn til De Nattergale, som de følgende år spillede flittigt på mindre steder rundt om i landet.
I 1987 udgav de deres første album, Hva' har vi da gjort ... siden vi ska' ha'et så godt, men da de i 1988 fik udgivet albummet Nu ka' det vist ik' bli' meget bedre, gav det succes hos et større publikum. Det indeholdt blandt andet det store hit fra det år, "Uha, Da-Da", der blev gruppens egentlige gennembrud, og gruppen avancerede nu til de større spillesteder. De optrådte som det komiske indslag ved Melodi Grand Prix 1989 med sangen "Åh Karen".

### The Julekalender
Det næste højdepunkt for De Nattergale kom i 1991, da The Julekalender blev udsendt som TV 2's voksenjulekalender. Med sin rablende blanding af flere sprog, parodien på såvel nisser som småborgerligheden og den store musikalitet blev serien et kæmpehit, hvilket også kan aflæses af, at en efterfølgende video solgte 130.000 eksemplarer. Flere tysklærere henvendte sig til gruppen, for at få dem til at lave noget lignende med det tyske sprog, da de med deres miks af engelsk og dansk, havde fået mange skoleelever med. På trods af den enorme succes, har de flere gange udtalt, at de ikke vil lave en to'er.
The Julekalender er blevet indspillet tro kopier til norsk tv af Travellin' Strawberries i 1994 og i 1997 kom der en finsk version af serien, kaldet The Joulukalenteri produceret af Trio Saletti. Den norske udgave blev ligeledes en stor succes og solgte 130.000 eksemplarer. Den danske udgave af serien er blevet genudsendt mange gange til jul, ligesom Travellin' Strawberries' udgave er blevet sendt flere gange på norsk tv.

### Rørbæks exit og CWC
Efter en lang turne i 1993 holdt gruppen pause i et par år, og da offentligheden igen hørte nyt fra dem, var Uffe Rørbæk stoppet på grund af tinnitus. Til det næste album og den næste turne blev det, der nu var en duo, suppleret med musikerne Søren Dahl og Henning Amstrup.
I 1996 bestod DRs bidrag til Montreux-festivalen af et underholdningsprogram med De Nattergale (duoen) og Anette Toftgaard. Gruppen var også husorkester i lørdagsunderholdningsprogrammet: “ Skattefri lørdag” i 1997, men derefter stoppede gruppen samarbejdet i en længere periode.
I 2001 gik den oprindelige trio sammen igen og lavede Canal Wild Card, der supplerede The Julekalender, og igen formåede gruppen at skabe en landeplage med deres parodi på en kikset lokal tv-station. To år senere lavede gruppen en ny version af CWC, denne gang med titlen CWC World.

### Genforening
Til ære for Hendes Majestæt Dronning Margrethe II's 70-års fødselsdag valgte De Nattergale for en enkelt aften at samles igen efter 7 års adskillelse til et lille underholdningsindslag den 13. april 2010 på Christiansborg Slot. Her optrådte de som de tre nisser fra The Julekalender; Fritz, Hansi og Gynter. Ikke siden 1991 har De Nattergale optrådt med nyt materiale som disse tre karakterer fra den populære julekalender på TV2.
I denne anledning havde De Nattergale skrevet ny tekst til sangen "It's Good To Be A Nissemand", som omhandlede Dronningen og hendes 70-årige fødselsdag, Yeeaah, the dæjlig Queen has fødselsdaw i daw.
Ved dette fænomen lavede de en masse sjov med at holde tale. De kiggede til sidst i The Book hvorefter Gynter udtalte: "Ah shit, it's på fransk".
Herefter sang de en ud-i-en-fart-sang, og deres optræden var slut.
I 2013 stod De Nattergale endnu en gang klar med nyt materiale med deres show The Juleshow på Horsens Ny Teater, der blev godt modtaget af bl.a. Jens Nørkjær. Juleshowet gentages i slutningen af 2015 med en landsdækkende turné. I de perioder, hvor gruppen har holdt pauser, har medlemmerne lavet soloprojekter af forskellig art.

## Diskografi

### Studiealbums
- Hva' har vi da gjort ... siden vi ska' ha'et så godt (1987) [LP, MC]
- Nu ka' det vist ik' bli' meget bedre (1988) [LP, MC, CD]
- Det ka' jo aldrig gå værre end hiel gal (1990) [LP, MC, CD]
- Songs From The Julekalender (1991) [LP, MC, CD]
- Vi må da håbe det bli'r bedre i morgen (1992) [LP, MC, CD]
- Nu griber det godt nok om sig (1995) [MC, CD]
- Songs From The Julekalender + The CD-ROM spil (2001) [CD]
- Songs From The Julekalender 20 års jubilæumsudgave (2011) [CD]
- Songs From The Julekalender Extended edition (2018) [Download/streaming]

### Singler
- Slap aw (2015) [Download/streaming]

### Opsamlingsalbums
- De værst' - grejtest hits (1992) [LP, MC, CD]
- Party Time (1993) [CD]
- Det ku' da ha' været møj værre! (1997) [CD]
- The Boks (2007) [CD+DVD]

### Videoer
- Det ka' jo aldrig gå værre end hiel gal - koncert optagelse (1990) [VHS]
- The Julekalender (1992) [VHS]
- Nu griber det godt nok om sig turné 1996 (1996) [VHS]
- The Julekalender (2001) [VHS, DVD]
- Canal Wild Card (2001) [VHS, DVD]
- CWC World (2003) [DVD]
- The Julekalender (2007) [DVD]
- The Julekalender 20 års jubilæumsudgave (2011) [DVD]
- Canal Wild Card 10 års jubilæumsudgave (2011) [DVD]
- CWC World (2011) [DVD]
- The Juleboks (2013) [DVD]
- The Julekalender 30 års jubilæumsversion (2021) [DVD]